# Townley Haas
Francis Townley Haas (Richmond, 13 de dezembro de 1996) é um nadador estadunidense, campeão olímpico.

## Carreira

### Rio 2016
Haas competiu na natação nos Jogos Olímpicos de Verão de 2016, conquistando a medalha de ouro nos 4x200 metros livre.